# The Continuing Story of Bungalow Bill
The Continuing Story of Bungalow Bill ist ein Folksong der Beatles. Erstmals veröffentlicht wurde er im November 1968 vom Label Apple auf dem Album The Beatles, auch bekannt als das Weiße Album.

## Urheberschaft und Inspiration
Das Copyright für The Continuing Story of Bungalow Bill liegt – wie bei fast allen Songs der Beatles – bei Lennon/McCartney, geschrieben wurde es aber von John Lennon. Er komponierte es Anfang des Jahres 1968 im Ashram des Maharishi Mahesh Yogi in Rishikesh (Indien), wo die Beatles Transzendentale Meditation erlernen wollten.
Der Text ist inspiriert von Richard „Rikki“ A. Cooke III, der sich zusammen mit seiner Mutter, der US-amerikanischen Publizistin Nancy Cooke de Herrera (1922–2013), ebenfalls in dem Ashram aufhielt. Ein Teil der Ashram-Bewohner machte einen Ausflug auf Elefanten. Dabei wurden sie von einem Tiger angegriffen, den Cooke daraufhin erlegte. Lennon, der im Gegensatz zu den anderen Beatles mit den Cookes nicht gut auskam, empfand dies als unangemessen destruktiv und verfasste den spöttischen Text über das jagende Muttersöhnchen Bungalow Bill – ein Wortspiel mit Bezug auf Buffalo Bill und den Bungalow, den die Cookes im Ashram luxuriös austaffierten.
The Continuing Story of Bungalow Bill gehört zu den Esher-Demos, die Ende Mai 1968 im Haus von George Harrison aufgenommen wurden.

## Aufnahme
Die Beatles nahmen The Continuing Story of Bungalow Bill am 8. Oktober 1968 in den Abbey Road Studios auf. Insgesamt benötigten sie dafür drei Takes, später ergänzt um mehrere Overdubs. Produzent der Aufnahmen war George Martin, Toningenieur war Ken Scott. 
Besetzung
- John Lennon (Leadgesang, Gitarre, Orgel)
- Paul McCartney (Bass, Backing Vocals)
- George Harrison (Gitarre, Backing Vocals)
- Ringo Starr (Schlagzeug, Tamburin, Backing Vocals)

Außerdem beteiligt waren:
- Chris Thomas (Mellotron)
- Yoko Ono (Leadgesang, Backing Vocals)
- Maureen Starkey (Backing Vocals)

## Sonstiges
Yoko Onos Zeile ”Not when he looked so fierce“ ist der einzige weibliche Leadgesang bei einem Lied der Beatles.
Der passionierte Jäger Richard A. Cooke III arbeitete 40 Jahre lang als Fotograf, vor allem für die National Geographic Society. In dieser Zeit widmete er sich auch der Tierfotografie.

## Veröffentlichungen
- Am 22. November 1968 erschien in Deutschland das 13. Beatles-Album The Beatles, auf dem The Continuing Story of Bungalow Bill enthalten ist. In Großbritannien wurde das Album ebenfalls am 22. November veröffentlicht, dort war es das zehnte Beatles-Album. In den USA erschien das Album drei Tage später, am 25. November, dort war es das 16. Album der Beatles.
- Am 9. November 2018 wurde eine überarbeitete und erweiterte Ausgabe zum 50-jährigen Jubiläum veröffentlicht. Auf The Beatles (Super Deluxe Box) befindet sich eine bisher unveröffentlichte Version (Take 2) von The Continuing Story of Bungalow Bill sowie das Esher-Demo in einer neuen Abmischung von Giles Martin und Sam Okell.